# Cal Perrot
Cal Perrot és una masia situada al municipi de Castellfollit del Boix, a la comarca catalana del Bages, just al nord del coll de Gossem.